# Liste der Bodendenkmale in Rhade
In der Liste der Bodendenkmale in Rhade sind die Bodendenkmale der niedersächsischen Gemeinde Rhade aufgeführt. Die Quelle ist der Denkmalatlas Niedersachsen. 
Der Stand der Liste ist der 12. Dezember 2024.
Allgemein

Rhade im Landkreis Rotenburg (Wümme)

In den Spalten finden sich folgende Informationen des Bodendenkmales:
Lagegeographische Koordinaten
BezeichnungBezeichnung lt. Denkmalatlas
BeschreibungBeschreibung lt. Denkmalatlas
IDObjekt-ID
BildBild, ggf. zusätzlich mit Link zu weiteren Fotos im Medienarchiv Wikimedia Commons.

## Rhade
| Lage                       | Bezeichnung   | Beschreibung | ID       | Bild |
| -------------------------- | ------------- | ------------ | -------- | ---- |
| 53° 19′ 31″ N, 9° 7′ 15″ O | Rhade 8, Burg |              | 28965878 |      |

## Rhadereistedt
| Lage                       | Bezeichnung                 | Beschreibung | ID       | Bild |
| -------------------------- | --------------------------- | --- | -------- | ---- |
| 53° 17′ 2″ N, 9° 8′ 18″ O  | Rhadereistedt 25, Grabhügel | Durchmesser ca. 15 m und Höhe ca. 0,25 m. Hügel zum größten Teil abgetragen, nur noch als flache Bodenerhöhung erkennbar. Ost-Rand deutlich abgesetzt.                                                                      | 28967248 | BW   |
| 53° 16′ 58″ N, 9° 8′ 19″ O | Rhadereistedt 26, Grabhügel | Durchmesser ca. 13 m und Höhe ca. 0,8 m. Ebenmäßig gewölbt, Rand deutlich abgesetzt. Im Norden alte verwachse Sandentnahme.                                                                                                 | 28967243 | BW   |
| 53° 16′ 55″ N, 9° 8′ 37″ O | Rhadereistedt 28, Grabhügel | Durchmesser ca. 15 m und Höhe ca. 0,8 m. Annähernd rund. Am Nord-Rand leicht angeschnitten mit freiliegenden etwa kopfgroßen Granitsteinen, am Ost-Rand durch Viehtritt beschädigt. Vier alte große Betonsockel abgelagert. | 28966855 | BW   |
| 53° 16′ 53″ N, 9° 8′ 56″ O | Rhadereistedt 29, Grabhügel | Durchmesser ca. 26 m und Höhe ca. 1,3 m. Rund. Kuppe abgeflacht mit Kuhlen. Rand abgesetzt; von einem Wendekreis umgeben.                                                                                                   | 28966856 | BW   |
| 53° 16′ 39″ N, 9° 8′ 53″ O | Rhadereistedt 37, Grabhügel | Durchmesser ca. 15 m und Höhe ca. 0,7 m. Annähernd rund. West-Rand durch alte Pflugspur etwas angeschnitten und eingedrückt.t, am Ost-Rand Rückespur. Auf der Kuppe große, weite Mulde.                                     | 28970123 | BW   |

### Rhadereistedt 30
- ID:28966864
- Gruppe von ehemals vier Grabhügeln, von denen drei mit Dm. 12 – 15 m und  H. 0,3 – 1,5 m erhalten sind. Der vierte wurde kurz vor dem Jahr 2000 fast vollständig ausgekoffert.

| Lage                       | Bezeichnung      | Beschreibung | ID       | Bild |
| -------------------------- | ---------------- | --- | -------- | ---- |
| 53° 16′ 37″ N, 9° 9′ 19″ O | Rhadereistedt 31 | Durchmesser ca. 12 m und Höhe ca. 0,3 m. Ebenmäßig flach gewölbt, Rand allmählich auslaufend. Planiert und überpflügt; sehr schwer zu erkennen. Störung durch breite Rückegasse von Süd nach Nord.                                                   | 28966858 | BW   |
| 53° 16′ 38″ N, 9° 9′ 19″ O | Rhadereistedt 32 | Durchmesser ca. 15 m und Höhe ca. 0,9 m. Ebenmäßig gewölbt, Rand allmählich auslaufend. Durch Planieren und Überpflügen gestört. | 28966860 | BW   |
| 53° 16′ 40″ N, 9° 9′ 20″ O | Rhadereistedt 33 | Durchmesser ca. 13 m und Höhe ca. 1,5 m. Ebenmäßig hoch gewölbt, Rand abgesetzt. In der Mitte und am Ost-Rand alte, tiefe Eingrabung. Nord-Rand planiert, dadurch kopfgroße Steine freiliegend; am Südwest-Rand durch Fahrspur beschädigt. Tierbaue. | 28966861 | BW   |